# Oxicam

Piroxicam

Oxicam é uma classe de compostos de drogas anti-inflamatórias não esteroides (AINE), que se ligam intimamente a proteínas do plasma. A maioria das oxicans são inibidores não seletivos das enzimas ciclo-oxigenase (COX). A exceção é a meloxicam, com uma leve preferência (10:1) por COX-2, a qual, entretanto, é clinicamente relevante somente em baixas doses.
Exemplos incluem:
- Piroxicam
- Tenoxicam
- Droxicam
- Lornoxicam
- Meloxicam